# De Kerkuil
De Haarlemse Kunstnijverheidszaak De Kerkuil was een galerie, atelier en verkoopruimte voor kunstnijverheid, opgericht in 1923 door textielkunstenaar en binnenhuisarchitect Jo van Regteren Altena. De zaak speelde een belangrijke rol in het stimuleren van de toegepaste kunst in Nederland tussen de twee wereldoorlogen. Het was een van de eerste professionele galeries voor toegepaste kunst die door een vrouw werd geleid.

## Oprichting
De Kerkuil werd opgericht in 1923 in een van de huisjes onder de Grote of Sint-Bavokerk op de Grote Markt in Haarlem. In 1926 verhuisde de onderneming naar een ruimer pand aan de Nieuwe Gracht.

## Doelstelling
Het doel van De Kerkuil was het bevorderen van eigentijdse, ambachtelijke kunstnijverheid in het dagelijks leven. Naast verkoop van handgemaakte producten bood de zaak ruimte aan jonge ontwerpers, en gaf Jo van Regteren Altena zelf les in textiele technieken.

## Activiteiten
De Kerkuil was actief als galerie, winkel en werkplaats. Naast het werk van Van Regteren Altena zelf, zoals lampenkappen, werd er ook werk verkocht van andere kunstenaars en ontwerpers, waaronder:Bertha Bake, Thera Hofstede Crull, Judith Révész en Cornelia Vos.

## Sluiting
In 1952 werd de zaak opgeheven. Het atelier bleef nog enkele jaren in gebruik tot het overlijden van Jo van Regteren Altena in 1954. Haar nalatenschap, inclusief het archief van De Kerkuil, wordt bewaard bij het RKD – Nederlands Instituut voor Kunstgeschiedenis.

## Gebruikte bronnen
Groot, Marjan (2007), Vrouwen in de vormgeving in Nederland 1880–1940, Rotterdam: 010 Uitgeverij
RKD – Nederlands Instituut voor Kunstgeschiedenis, Archief Van Regteren Altena